# Китайско-русская практическая транскрипция
Для передачи китайских имён собственных и непереводимых реалий в русском языке используются унифицированные правила практической транскрипции. Согласно им звуки китайского языка записываются по-русски в соответствии с транскрипционной системой Палладия.

## Имена собственные
Написание китайских имён подчиняется следующим правилам:
- Фамилия и имя могут состоять из двух или одного слога.
- Первой пишется фамилия с заглавной буквы.
- Если фамилия состоит из двух слогов, то она пишется слитно. Например, Сыма Цянь.
- После фамилии, через пробел, пишется имя, также с заглавной буквы.
- Если имя состоит из двух слогов, то оно пишется слитно.

До начала 1980-х годов в русском языке было принято писать двухсложные китайские имена через дефис (например, Мао Цзэ-дун), после обращения КНР в ООН с просьбой придерживаться в орфографии имён норм путунхуа и пиньиня нормой стало слитное написание таких имён. При этом написание через дефис фактически продолжает иногда использоваться, в том числе в востоковедной литературе.  
При записи полного имени всегда сначала пишется фамилия, потом личное имя.
Транскрипция китайских имён может осложняться их записью в романизированной форме (особенно в Гонконге, Сингапуре и т. д.) и произношением на различных диалектах китайского языка, значительно отличающихся от нормализованного путунхуа. Для основных китайских фамилий (носителями которых являются 96% китайцев) Институт языкознания РАН составил таблицу практической транскрипции.

### Склонение
Китайские имена мужского рода (личные имена и топонимы), оканчивающиеся на -н, -й, -р всегда склоняются в русском языке по модели русских слов «стол», «сарай»; склонение слов, оканчивающихся на -а, -я и -и допустимо, но не рекомендуется; личные имена на -нь могут склонятся по модели «зверь», но склонение топонимов не рекомендуется («в провинции Юньнань»). В склоняемых мужских фамилиях и именах меняется только последний слог имени («о Дэн Сяопине», но не «о Дэне Сяпоние», но «о Дэне», если указана только фамилия).